# Bayerische Mykologische Gesellschaft

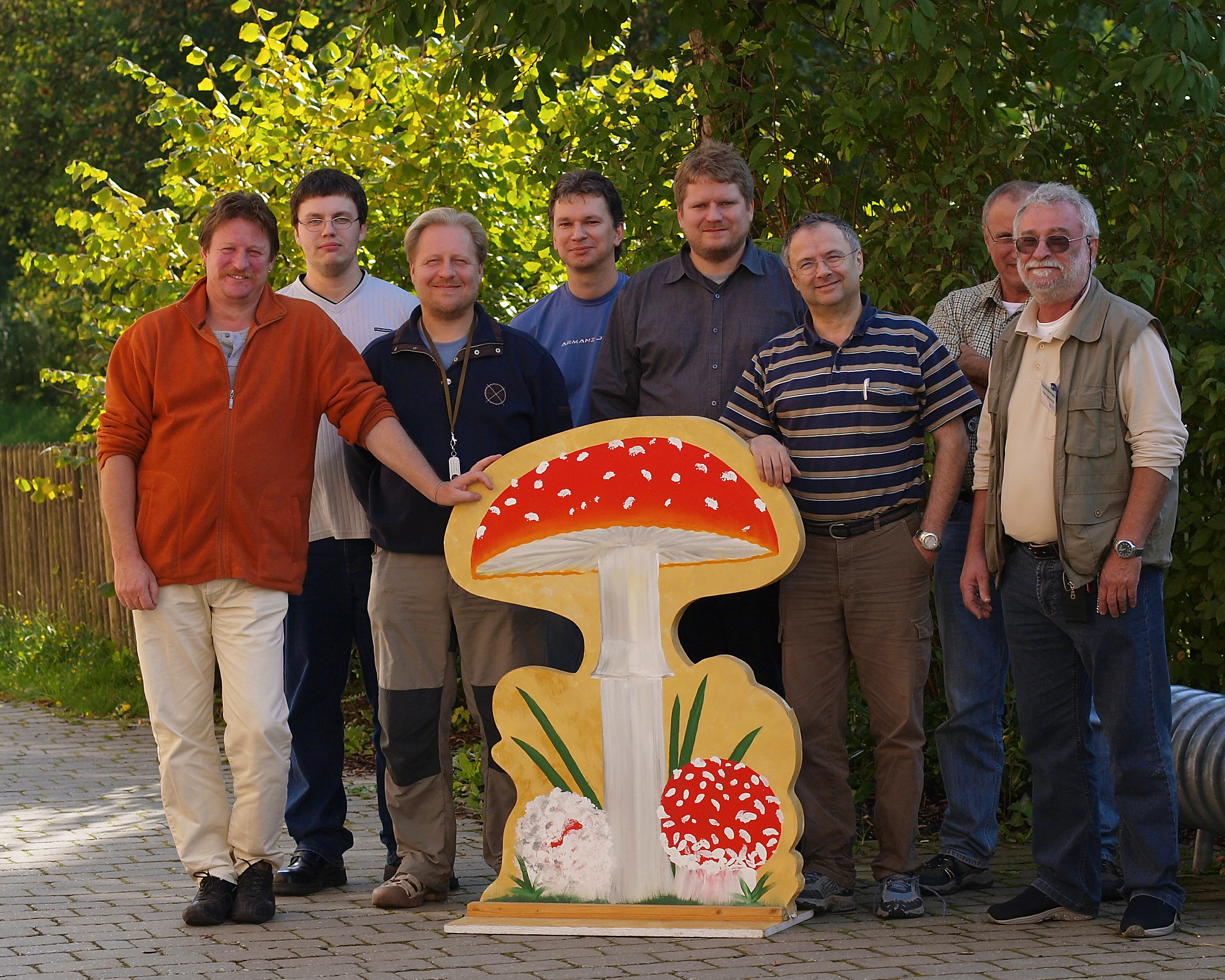
Die Erstbesetzung des Präsidiums

Die Bayerische Mykologische Gesellschaft (BMG e. V.) ist ein gemeinnütziger Verein für Pilzkunde. Sitz der Gesellschaft ist Pegnitz. Ihr gehören natürliche Personen sowie regionale Arbeitsgemeinschaften und Vereine an. Die Organe der Organisation sind die Mitgliederversammlung, das Präsidium und der Vereinsvorstand.

## Geschichte
Die Bayerische Mykologische Gesellschaft wurde am 27. September 2008 während der 2. Bayerischen Mykologischen Tagung in Pegnitz gegründet. Bei der Gründungsversammlung im Alten Rathaus der Stadt Pegnitz waren rund 40 Teilnehmer anwesend.

## Aufgaben und Ziele
Der Verein fördert die Pilzkunde in Bayern. Hierfür unterstützt die BMG e.V.  die engere Vernetzung von bayerischen Vereinen für Pilzkunde und mykologischen Arbeitskreisen. Die BMG e. V. richtet jährlich an wechselnden Orten die Bayerische Mykologische Tagung aus, eine mehrtägige, pilzkundliche Veranstaltung mit Exkursionen, Vorträgen, öffentlichen Pilzausstellungen und Fortbildungen für PilzsachverständigeDGfM und Pilzberater. Die BMG e. V. setzt sich aktiv für die Vergiftungsprävention ein und bildet daher PilzberaterBMG und PilzberaterinnenBMG aus. Zudem bildet die BMG e. V. PilzsachverständigeBMG aus, die u. a. im akuten Vergiftungsfall diagnostisch tätig sind. Weiter unterstützt die Gesellschaft die Erforschung der heimischen Großpilze, ihrer Ökologie und deren flächendeckende Kartierung. Sie setzt sich für die Aufbereitung wissenschaftlicher Erkenntnisse aus der Pilzkunde für die Öffentlichkeit ein. Darüber hinaus ist die Gesellschaft in mehreren Naturschutzprojekten aktiv.

## Vernetzung und Kooperationen
Die Bayerische Mykologische Gesellschaft ist Mitglied in der Deutschen Gesellschaft für Mykologie (DGfM), die bundesweit Pilzsachverständige ausbildet. Sie fördert durch eine gegenseitige Mitgliedschaft mit der Österreichischen Mykologischen Gesellschaft (ÖMG) den länderübergreifenden Informationsaustausch. Seit ihrer Gründung pflegt die Gesellschaft eine enge Zusammenarbeit mit der Nationalparkverwaltung Bayerischer Wald – die Bayerischen Mykologischen Tagungen 2007 und 2009 wurden im Nationalpark veranstaltet. Die BMG e. V. setzt sich zudem im Arbeitskreis Nationalpark Bayerischer Wald für naturverträglichere Borkenkäferbekämpfungsmaßnahmen im Erweiterungsgebiet des Nationalparks ein. Außerdem kämpft sie im Freundeskreis Nationalpark Steigerwald für die Ausweisung eines entsprechenden Schutzgebiets.

## Mitglieder
In der Bayerischen Mykologischen Gesellschaft sind folgende regionale Arbeitsgemeinschaften und Vereine organisiert:
- Arbeitsgemeinschaft Mykologie Inn-Salzach – ca. 60 Mitglieder
- Naturhistorische Gesellschaft Nürnberg e. V., Abteilung für Pilz- und Kräuterkunde – 110 Mitglieder
- Pilzfreunde Mainfranken – ca. 10 Mitglieder
- Pilzverein Augsburg Königsbrunn e. V. – ca. 50 Mitglieder
- Verein für Pilzkunde München e. V. – ca. 330 Mitglieder

## Publikationen
Gemeinsam mit dem Verein für Pilzkunde München e.V. gibt die Bayerische Mykologische Gesellschaft die Fachzeitschrift Mycologia Bavarica heraus.